# Dancing in the Courthouse
" Dancing in the Courthouse " es una canción del compositor y cantante estadounidense Dominic Fike . Fue lanzado como sencillo el 14 de abril de 2023 y trata sobre Fike y su vida creciendo en Naples, Florida.   También menciona sus problemas con la aplicación de la ley y su vida al crecer en la ciudad mientras es "irónico" sobre el tema.  La canción también habla sobre la recepción de su álbum debut, What Could Possibility Go Wrong . La canción fue producida por Kenny Beats y recibió una calificación de 7/10 de la revista Intersect . Los compositores adicionales fueron Kid Harpoon, Jeff Gitty y Kenneth Charles Blume III .
Interpretó la canción como debut durante el primer fin de semana de Coachella junto con otra canción que creó titulada "Mama's Boy".

## Video musical
El video musical fue dirigido por Jack Begert y fue creado por Psycho Films. y fue lanzado en el canal de YouTube de Fike el 13 de abril de 2023. Fue producido por Axi Mines y Michelle Mansoor, con Eric Hersey y Paige Masonek como coproductores. Según un comunicado de prensa de Sony Music, menciona su talento para escribir canciones y su éxito en las plataformas de redes sociales. También habla de su propio EP, Don't Forget About Me, Demos .

### Sinopsis
El video muestra a Fike parado cerca de lugares que reflejan su vida creciendo en Florida jugando con sus amigos, su familia y su disfunción, sus roces con la policía local debido a su comportamiento ruidoso y personas que conocía. Refleja la letra con cada momento en el video parándose en esa área correspondiente. En un momento, dentro de una piscina, lleva un gran texto de metal "Sonrisa" en su cinturón.